# Giovanni Grion
Giovanni Grion (Pula, 20. kolovoza 1890. – bojišnica kraj Asiaga, 16. lipnja 1916.), talijanski iredentist iz Hrvatske. Republikanskog političkog opredjeljenja (mazzinijevac).

## Životopis
Rodio se u Puli. Kao maloljetnik po ondašnjim mjerilima već je bio osuđen na zatvor zbog svojih nacionalističkih istupa. Vodeći iredentist. Unovačen u austro-ugarsku vojsku iz koje je već početkom Prvoga svjetskog rata dezertirao. Dragovoljno se prijavio u vojsku Kraljevine Italije 1915. godine, kad je Italija objavila rat Austro-Ugarskoj. Borio se na Mrzlom vrhu kod Volarja u gornjoj dolini Soče. Završivši časnički tečaj, promaknut je u potporučnika (sottotenente) i dodijeljen 5. bersaljerskom puku. Poginuo u bitci kod Asiaga (Trentino). Poslije rata veličan kao nacionalni junak među istarskim talijanskim nacionalistima i bivšim iredentistima. Po njemu su se zvala društva, športske udruge i klubovi u međuratno vrijeme. Najpoznatiji je bio nogometni klub iz Pule Grion koji se natjecao u talijanskoj nogometnoj ligi.

## Vanjske poveznice
- Biografia di Giovanni Grifon, angvd.it (tal.)
- La tomba di Giovanni Grion, tempiovotivo.altervista.org  (tal.)